# Lucas Souto
Lucas Souto (Argentina, 11 de octubre de 1998) es un futbolista argentino que se desempeña como lateral por derecha en Defensa y Justicia de la Primera División de Argentina.

## Trayectoria

### Ferro
Realizó las divisiones inferiores en el Club Ferro Carril Oeste. El 25 de abril del 2019 se consagra campeón del torneo de inferiores de la reserva tras ganarle por penales 4 - 1 a Arsenal de Sarandí. En mayo del 2019 firmó su primer contrato profesional que lo vincularía a Ferro hasta el 30 de junio del 2022.
El 15 de agosto del mismo año se consagra campeón del torneo de inferiores de cuarta división.
A mediados del Campeonato de Primera Nacional 2019-20 Lucas ya se entrenaba habitualmente con la primera y fue convocado al banco de suplentes en el partido contra independiente Rivadavia, siendo que no ingresa al partido. En dicho campeonato no volvió a ser convocado al banco ni disputó partido alguno.
En el 2020 se produce el debut de Lucas, en la primera fecha ingresó desde el banco de suplentes a los 39 minutos del segundo tiempo en lugar de Fernando Miranda. También se produce su debut como titular en el partido contra Agropecuario. En total en dicho torneo disputaría 4 partidos sin goles y disputando un total de 111 minutos.
Comenzó el Campeonato de Primera Nacional 2021 dentro del plantel profesional y se fue afianzando como una de las revelaciones del equipo, terminó disputando un total de 21 partidos (15 siendo titular) sin goles y con un total de 1221 minutos jugados.
Para el Campeonato de Primera Nacional 2022 y debido a un acuerdo entre el presidente de Ferro, Daniel Pandolfi, y el gerenciador del fútbol de Ferro, Cristian Bragarnik, el jugador fue dejado libre el 30 de junio del 2022.

### Defensa y Justicia
En junio del 2022 tras quedar libre de Ferro firma con el Halcón de Varela dejando a su antiguo club el 35% de los derechos económicos. El 11 de julio integró el banco de suplentes contra Aldosivi por la séptima fecha del Campeonato de Primera División 2022, en ese partido debuta con la 4 en la espalda al ingresar a los 44 minutos del segundo tiempo en lugar de Nicolás Fernández, no marcaría goles ni recibiría tarjetas. Su debut como titular se daría en la décima fecha contra Newell´s, siendo que disputó 69 minutos antes de ser sustituido por Tomás Cardona, recibió una tarjeta amarilla a los 45 del primer tiempo y no marcó goles en dicho partido. En total en su primera temporada con el equipo disputó 14 partidos en los que no convirtió goles.

### Huracán
El 28 de agosto de 2023, se marchó cedido a Huracán, hasta diciembre de 2024.

## Estadísticas
Actualizado al 9 de julio de 2024.

| Ferro Argentina | 2.ª           | 2019-20       | 0  | 0 | 0  | 0 | — | — | 0  | 0 | 0    |
| Ferro Argentina | 2.ª           | 2020          | 4  | 0 | 0  | 0 | — | — | 4  | 0 | 0    |
| Ferro Argentina | 2.ª           | 2021          | 21 | 0 | 0  | 0 | — | — | 21 | 0 | 0    |
| Ferro Argentina | Total         | Total         | 25 | 0 | 0  | 0 | 0 | 0 | 25 | 0 | 0    |
| Defensa y Justicia Argentina | 1.ª           | 2022          | 14 | 0 | 0  | 0 | — | — | 14 | 0 | 0    |
| Defensa y Justicia Argentina | Total         | Total         | 14 | 0 | 0  | 0 | 0 | 0 | 14 | 0 | 0    |
| Arsenal Argentina | 1.ª           | 2023          | 22 | 0 | 0  | 0 | — | — | 22 | 0 | 0    |
| Arsenal Argentina | Total         | Total         | 22 | 0 | 0  | 0 | 0 | 0 | 22 | 0 | 0    |
| Huracán Argentina | 1.ª           | 2023          | 0  | 0 | 14 | 1 | — | — | 14 | 1 | 0.07 |
| Huracán Argentina | 1.ª           | 2024          | 5  | 0 | 10 | 0 | — | — | 15 | 0 | 0    |
| Huracán Argentina | Total         | Total         | 5  | 0 | 24 | 1 | 0 | 0 | 29 | 1 | 0.03 |
| Total carrera | Total carrera | Total carrera | 66 | 0 | 24 | 1 | 0 | 0 | 90 | 1 | 0.01 |
| (1) La copa nacional se refiere a la Copa Argentina y Supercopa Argentina. (2) La copa internacional se refiere a la Copa Sudamericana, Recopa Sudamericana, Copa Libertadores y Copa Suruga Bank. |               |               |    |   |    |   |   |   |    |   |      |